# Ànec cullerot zebrat
L'ànec cullerot zebrat (Malacorhynchus membranaceus) és una espècie australiana d'ànec. Considerada l'únic representant viu de la tribu Malacorhynchini, a la subfamília Anatinae. Estudis genètics moderns la situen a la tribu Anserini, dins la subfamília dels anserins (Anserinae).

## Descripció
El més cridaner d'aquest ocell és el seu gran bec en forma d'espàtula. És un ànec menut (fa 38-40 cm de llargària). Color marró per l'esquena i part superior del cap. Barrejat de blanc i negre pels costats i uns pegats negres al voltant dels ulls, enmig de la cara blanca, en fan un animal inconfusible. Els joves són una mica més apagats, però amb un plomatge similar. Tenen en el cap un taca rosada visible únicament a curta distància.

## Taxonomia
És l'únic membre viu del seu gènere, al qual també pertanyia Malacorhynchus scarletti, un ànec una mica major, que vivia a Nova Zelanda.
S'ha relacionat aquest peculiar ànec, amb algunes subfamílies diferents, com ara els Tadorninae i els Oxyurinae (Sraml et al. 1996).

## Distribució
Amplament distribuït per Austràlia, vagabundeja cercant les zones on ha plogut fa poc, ocupant les zones on hi ha aigua estancada, sobretot en regions seques d'interior.

## Alimentació
Depenen per a la seva alimentació del plàncton, així com de crustacis, mol·luscs i insects. El seu bec està eficientment dissenyant per a l'extracció d'organismes diminuts.

## Cria
L'època de cria va en funció de la pluja, ja que aconsegueixen que l'estació reproductora coincideixi amb l'època de major abundància d'aliment. Quan les condicions atmosfèriques no afavoreixen l'abundància d'aliment, la reproducció pot ser completament restringida. De qualsevol manera poden realitzar la posta entre agost i octubre al sud d'Austràlia i entre març i maig al nord. La femella diposita al niu de 6 a 8 ous que cova 26 dies. El mascle col·labora en les tasques de cria.